# Velimlje
Velimlje (cyr. Велимље) – wieś w Czarnogórze, w gminie Nikšić. W 2011 roku liczyła 109 mieszkańców.